# Austinixa gorei
Austinixa gorei är en kräftdjursart som först beskrevs av Manning och Felder 1989.  Austinixa gorei ingår i släktet Austinixa och familjen Pinnotheridae. Inga underarter finns listade i Catalogue of Life.